# Renate Costa
Renate Costa Perdomo (Asunción, 21 de mayo de 1981-París, 29 de junio de 2020) fue una guionista, directora y productora paraguaya. En 2010 escribió y dirigió el documental 108 Cuchillo de palo, con el cual obtuvo reconocimiento internacional. Dicho documental resalta por ser una  historia íntima en la cual Renate Costa cuenta las experiencias de su tío, Rodolfo Costa, testimonio de las torturas hacia homosexuales durante la Dictadura de Alfredo Stroessner.  Además, el documental se estrenó en un contexto de cambio político en Paraguay, pues, en 2008 el Partido Colorado pierde el poder y Paraguay se abre a una crítica profunda del sistema político y social.
Falleció el 29 de junio de 2020, a la edad de 39 años, víctima de un cáncer contra el cual luchó durante casi cinco años.

## Formación profesional y carrera
Se graduó en Dirección y Producción Audiovisual en el Instituto Profesional de Artes y Ciencias de la Comunicación de Paraguay. Ganó una beca en Realización Documental en la Escuela Internacional de Cine y Televisión, Cuba. Vivió en Barcelona de 2006 a 2011, periodo en el cual realizó un Màster en Documental de Creación por la Universidad Pompeu Fabra. Durante su estadía en Barcelona  realizó 108 Cuchillo de palo. Trabajó dentro de la producción del Festival Internacional de Cine de Paraguay y en la etapa inicial de Paraguay TV. Su producción audiovisual se caracterizó por un lenguaje íntimo, cercano y una crítica social.

## Filmografía
Su producción cinematografíca fue diversa, Esta incluye largometrajes, documentales, cortometrajes, series de TV y un corto para web. Como productora, dejó en camino la serie documental televisiva Historias del Camino, conducida con la idea original del arquitecto e historiador Jorge Rubiani  También trabajaba en la producción de la serie documental Os caroneiros al momento de su partida. 
A continuación se muestra parte de su producción entre el 2004 y el 2020, año en que muere en París. 
| Año  | Título                               | Directora | Escritora | Productora | Notas                                    |
| ---- | ------------------------------------ | --------- | --------- | ---------- | ---------------------------------------- |
| 2020 | Boreal                               |           |           | Sí         | Ópera prima del director Federico Adorno |
| 2010 | 108 Cuchillo de palo                 | Sí        | Sí        |            | Ópera prima de Renate Costa              |
| 2006 | Historias de camino                  | Sí        |           |            | Serie televisada de 13 capítulos         |
| 2005 | Cándido López: Los campos de batalla |           |           | Sí         | Director: José Luis García               |

| Año  | Título                      | Directora | Escritora | Productora | Notas                                 |
| ---- | --------------------------- | --------- | --------- | ---------- | ------------------------------------- |
| 2017 | Olga                        |           |           | Sí         |                                       |
| 2012 | Resistente                  | Sí        | Sí        | Sí         | Realizada en conjunto con Salla Jorri |
| 2009 | Guantes Blancos             | Sí        | Sí        | Sí         | Sí                                    |
| 2007 | Che Yvoty (Mi pequeña flor) | Sí        |           |            |                                       |
| 2004 | Asu                         | Sí        |           |            |                                       |

## Premios y reconocimientos
Su obra más destacada 108 Cuchillo de palo participó y obtuvo los siguientes reconocimientos: 
- Mejor película en el Festival One World de Praga, República Checa 2011
- Mejor película en la competición oficial del Festival Internacional Dei Popoli. El festival más antiguo en documentales. Florencia, Italia, 2010
- Mejor largometraje documental, en Alcances, la 42 Muestra Cinematográfica del Atlántico. Cádiz, España
- Mejor película de la Competencia de Derechos Humanos en la competición oficial del Buenos Aires Festival Internacional de Cine Independiente . Buenos Aires, Argentina, 2010
- Mejor documental, Biznaga de Plata en el Festival de Málaga, España
- Mejor Opera prima "First camera award" y "Shooting from the hip" Award (mirada política) en los Rencontres International de Documentaires. Montreal, Canadá
- Mejor documental del Festival Latinoamericano de Lima, Perú
- Mejor Documental de Investigación en LISBONdocs, Lisboa, Portugal.
- Premio del Jurado Joven y Silver Prize (premio de Plata) en el Festival de los 3 Continentes. Nantes, Francia, 2010
- Mejor Film Documental, Premio Atlantidoc. Atlántida, Uruguay.
- Premio FEISAL (Escuelas de Cine) y Mención especial del Jurado documental en el Festival Internacional de Guadalajara, México, 2010
- Mención del jurado en el Festival de La Habana y Premio del Cibervoto, otorgado por el Portal de la Fundación del Nuevo Cine Latinoamericano a la categoría Largometraje Documental. Cuba, 2010
- Mención especial del Jurado Internacional en el Festival de Cracovia, Polonia, 2010
- Mención especial del Jurado en MiradasDoc. Tenerife, España, 2010
- Mención especial del Jurado en el Festival de Cali, Colombia ,2010

Su última película , Boreal, fue seleccionada en el Festival Internacional de San Sebastián.
Dos años después de su muerte, el Instituto Nacional del Audiovisual Paraguayo (INAP) estableció el "Día del/la documentalista en Paraguay", en su homenaje.La Asociación de Documentalistas del Paraguay (DOCPY), le confirió "Galardón al aporte y trayectoria" el 29 de junio de 2022. 